# Charles Gabet
Émile Étienne Charles Gabet (Parigi, 16 maggio 1821 – Parigi, 15 gennaio 1903) è stato un drammaturgo e librettista francese.

## Biografia
Nato a Parigi il 16 maggio 1821, Gabet era figlio del pittore Charles Gabet e di sua moglie Françoise Ursine Eugénie Viquesnel.
Condusse una doppia vita come commissario di polizia del distretto di Porte Saint-Martin, e come drammaturgo. Fu autore di commedie teatrali e di libretti d'opera e collaborò con alcuni importanti autori del suo tempo come Alexandre Dumas, Louis François Clairville e Adolphe d'Ennery. Realizzò inoltre una parodia di Ruy Blas, pezzo teatrale di Victor Hugo, intitolata Ruy-Black.
Morì il 15 gennaio 1903 nel X arrondissement di Parigi, nella sua casa a 89 rue du Faubourg-Saint-Martin.

## Opere
- Le Socialisme, à-propos burlesque mêlé de couplets (prima rappresentazione allo Spectacle-Concert il 24 dicembre 1848)
- Un pacha dérangé, vaudeville in atto unico, in collaborazione con A. de Jallais (prima rappresentazione al Théâtre des Délassements-Comiques il 25 agosto 1853)
- Un système conjugal, commedia-vaudeville in un atto, in collaborazione con Adolphe d'Ennery (1854)
- Allez-vous-en, gens de la noce, pochade in un atto, in collaborazione con A. de Jallais (prima rappresentazione al Théâtre du Vaudeville il 14 ottobre 1854)
- Le Palais de Chrysocale, ou les Exposants et les exposés, contre-exposition de l'Exposition, mêlée de couplets, in collaborazione con Louis François Clairville (prima rappresentazione al Théâtre des Variétés il 23 luglio 1855)
- Les Compagnons de Jéhu, dramma in 5 atti e 15 tavole, tratto dal romanzo d'Alexandre Dumas, musiche di Fossey (prima rappresentazione al Théâtre de la Gaîté il 2 luglio 1857).
- Cœur qui soupire…, operetta in un atto, musiche di Fossey (prima rappresentazione al Théâtre de la Gaîté il 12 giugno 1858)
- La bouteille à l'encre, in 3 atti e 20 tavole (prima rappresentazione al Théâtre des Délassements-Comiques il 4 settembre 1858)
- La Femme de Valentino, vaudeville in un atto (prima rappresentazione al Théâtre des Délassements-Comiques il 22 febbraio 1859)
- La Conquête de la paix, hymne patriotique (1859)
- Le Mérite des femmes, commedia-vaudeville in un atto (prima rappresentazione al Théâtre des Délassements-Comiques il 5 novembre 1862)
- Une nourrice sur lieu, commedia-vaudeville in un atto (prima rappresentazione al Théâtre de l'Ambigu il 15 marzo 1869)
- Les Griffes du Diable, pièce fantastica in 3 atti e 12 tavole, imitazione di Sedaine, in collaborazione con Clairville (prima rappresentazione al Théâtre des Menus Plaisirs il 18 aprile 1872)
- Ruy-Black, ou les Noirceurs de l'amour, parodia in un atto e due tavole, in versi e in prosa (prima rappresentazione al Théâtre des Folies Bergères il 20 aprile 1872)
- Coupe de cheveux à 50 centimes, in un atto (prima rappresentazione al Théâtre de la Renaissance il 30 maggio 1873)
- Le Pantalon de Casimir, operetta in un atto, musiche di J. de Billemont (prima rappresentazione al Concert de l'Eldorado il 31 maggio 1873)
- Le Trésor des dames, pièce in un atto (prima rappresentazione al Théâtre des Folies-Dramatiques l'8 agosto 1873)
- Le Nouvel Achille, pièce in un atto (prima rappresentazione al Théâtre des Folies-Dramatiques il 25 giugno 1874)
- Les Billets doux, commedia in un atto (prima rappresentazione al Théâtre des Folies-Dramatiques il 26 agosto 1876)
- Le campane di Corneville, opera comica in tre atti, quattro tavole e un balletto, in collaborazione con Clairville e musiche di Robert Planquette (prima rappresentazione al Théâtre des Folies-Dramatiques il 19 aprile 1877)
- L'Avocat des maris, commedia in un atto (prima rappresentazione al Théâtre des Bouffes-Parisiens il 12 gennaio 1880)
- Vendredi 13 (1895)